# Dungannon Swifts Football Club
Maillots
Actualités
Le Dungannon Swifts Football Club est un club nord-irlandais de football basé à Dungannon.

## Historique
- 1949 : fondation du club
- 2025 : victoire en Coupe d'Irlande du Nord[2]

## Bilan sportif

### Palmarès
- Coupe d'Irlande du Nord
  - Vainqueur : 2025
  - Finaliste : 2007

- Coupe de la Ligue d'Irlande du Nord
  - Vainqueur en 2017-2018
- Supercoupe d'Irlande du Nord de football
  - Vainqueur en 2025

### Bilan européen
Note : dans les résultats ci-dessous, le score du club est toujours donné en premier.
| Saison    | Compétition      | Tour            | Club               | Domicile | Extérieur | Total |
| --------- | ---------------- | --------------- | ------------------ | -------- | --------- | ----- |
| 2006      | Coupe Intertoto  | Premier tour    | ÍBK Keflavík       | 0 - 0    | 1 - 4     | 1 - 4 |
| 2007-2008 | Coupe UEFA       | Premier tour Q  | Sūduva Marijampolė | 1 - 0    | 0 - 4     | 1 - 4 |
| 2025-2026 | Ligue Conférence | Deuxième tour Q | FC Vaduz           | 0 - 3 ap | 1 - 0     | 1 - 3 |

Légende
- Victoire ou qualification pour le tour suivant
- Match nul
- Défaite ou élimination de la compétition

## Entraîneurs
- John Cunningham (2008-2009)
- Dixie Robinson (2009-2011)
- Rodney McAree (déc. 2011-oct. 2012)

Le 5 mai 2009, Dixie Robinson est nommé entraîneur de l'équipe après avoir été désigné comme intérimaire deux mois plus tôt. Mais les mauvais résultats du club le contraignent à démissionner deux ans plus tard et c'est Rodney McAree, avec qui il avait été intérimaire deux ans plus tôt, qui est nommé nouvel entraîneur du club. Il est démis de ses fonctions fin octobre 2012.